# Il serpente piumato
Il serpente piumato (in originale inglese The Plumed Serpent) è un romanzo di David Herbert Lawrence, pubblicato nel 1926. Lawrence cominciò a scriverlo quando era nel suo ranch nel Nuovo Messico nel 1924, assieme alla moglie Frieda e alla pittrice Dorothy Brett (1883-1977). Il titolo in lavorazione era Quetzalcoatl, corrispondente a un mito azteco.
È ambientato durante la Rivoluzione messicana, quando un gruppo di turisti visita un combattimento di tori a Città del Messico. Una di loro, Kate Leslie, si allontana disgustata e incontra Don Cipriano, generale messicano, quindi Don Ramón, un intellettuale amico del generale, che la coinvolgono in culti legati alla religione locale pre-cristiana.
In italiano è stato tradotto da Elio Vittorini nel 1935.

## Edizioni italiane
- trad. Elio Vittorini, Milano: Mondadori, 1935
- trad. Walter Mauro, Roma: Newton Compton, 1995